# 吳一蜚
吳一蜚（1639年—1713年），江苏长洲人，清朝政治人物、官至吏部尚书。
康熙二十一年（1682年），吳一蜚中壬戌科殿試金榜二甲第三名进士出身，授庶吉士，授翰林院編修。后改行人司副。由于为人清贫，两子均因贫而丧。康熙帝得知后，擢升至刑部侍郎、刑部尚书、后改吏部尚书。死于任上，家贫不能丧。